# 한반도국제대학원대학교
한반도국제대학원대학교(韓半島國際大學院大學校, Korea University of International Studies)는 서울특별시 용산구에 있는 사립 대학원대학이다.

## 연혁
2005년 12월 2일, 학교법인 트리니티학원에 의하여 한반도국제대학원대학교가 설립되었고, 이듬해 3월 개교하였다.

## 교육편제
한반도국제대학원대학교는 특수대학원 과정으로, 석사 2학과를 개설하여 학위 과정을 제공하고 있다.